# Enotna Lista
De Enotna Lista ofwel Einheitsliste (Nederlands: Eenheidslijst), afgekort tot EL, is een politieke partij in Karinthië, die zich beschouwt als eenheidspartij van de Karinthische Slovenen. De partij werd opgericht in 1991 en is aangesloten bij de Europese Vrije Alliantie.
Omdat de Enotna Liste zichzelf beschouwt als eenheidspartij voor alle Slovenen, heeft zij haar programma gebaseerd op zowel christendemocratische, sociaaldemocratische als liberale beginselen en uitgangspunten. De noodzaak voor het bestaan van de EL ligt volgens de partij in het falen van de Oostenrijkse traditionele partijen om Sloveense kandidaten op verkiesbare plaatsen te stellen. Daarnaast vindt de EL dat de overige partijen zich onvoldoende inzetten voor de rechten van de Sloveense minderheid in Oostenrijk. 
Sinds de oprichting maakt de Enotna Lista zich sterk voor het doorzetten van de naleving van de Oostenrijkse wetgeving en internationaal-rechterlijke voorschriften inzake de minderheidsrechten van de Slovenen in Oostenrijk. Vooral in het onderwijs en bestuur worden voorschriften inzake tweetaligheid door de overheid bewust niet nageleefd. Het klimaat waarin de Sloveense minderheid in Oostenrijk zich bevond is de laatste decennia nog verder verslechterd. Daaronder vallen discriminatie door de overheid, stemmingmakerij door leidende politici (Jörg Haider) en het plegen van bomaanslagen. 
Hoewel het aantal stemmen op Sloveense politieke partijen vanaf 1979 tot 2003 alleen maar gestegen is, hebben de hervormingen van het kiesstelsel in 1975 het voor de EL, die haar kiesvolk in Zuid-Karinthië heeft, nagenoeg onmogelijk gemaakt op zelfstandige kracht mandaten op deelstaatniveau te veroveren. Minstens zo belangrijk is het feit dat een groot deel van de Sloveense kiezers in Karinthië zich meer herkent in andere partijen, met name in de SPÖ. 
De voorzitter van de EL is Vladimir Smrtnik uit Feistritz ob Bleiburg (Sloveens: Bistrica nad Pliberkom). De oud-voorzitter van de Nationale Raad van Karinthische Slovenen Nanti Olip uit Zell (Sloveens: Sele) is er vicevoorzitter.

## Geschiedenis
In 1949 namen voor het eerst twee Sloveense politieke formaties deel aan de verkiezingen in Karinthië. Het ging om de "Demokratische Front des werktätigen Volks" resp. "Demokratična fronta delovnega ljudstva" en de "Christliche Volkspartei" resp. "Krščanska ljudska stranka". De "Krščanska ljudska stranka" haalde tot en met de verkiezingen van 1953 enkele mandaten op bovenlokaal niveau. De EL plaatst zich in de traditie van de "Krščanska ljudska stranka".
In 1991 ontstond de Enotna Lista uit het Verbond van Sloveense gemeenteraden. Door samenwerking in de vorm van lijstverbindingen met de Oostenrijkse Groenen resp. Liberales Forum verkreeg de EL in de periode 1986-1990 en 1998-1999 een afgevaardigde in de Oostenrijkse Nationalrat. 